# Mestre Gato Preto
José Gabriel Goes (Santo Amaro, 19 de março de 1929 - 6 de agosto de 2002), também conhecido como Mestre Gato Preto foi um capoeirista brasileiro, um dos mestres de capoeira a integrar a delegação brasileira no Premier Festival International des Arts Nègres de Dakar.

## Biografia e história na capoeira
Mestre Gato Preto nasceu no vilarejo de São Braz em Santo Amaro. Começou a praticar capoeira aos 8 anos de idade com seu pai Eutíquio Lúcio Chagas, capoeirista conhecido em Santo Amaro. Eles treinavam em um quarto fechado, de forma que seu pai golpeava com uma esgrima (bastão de Maculelê) ou facão para Gato se defender. Quando este errava, seu pai acertava seu pulso. Um certo dia José Gabriel acertou uma cabeçada forte em seu pai de modo que ele caiu. A partir daquele dia, parou de ensiná-lo a capoeira.
Depois seu tio, João Catarino, aluno de Besouro Mangangá, passou a instruí-lo até que este faleceu devido a um derrame. Posteriormente, outros capoeiristas vieram a ensiná-lo: Mestre Léo, Mestre Cobrinha Verde, Mestre Waldemar, Mestre Pastinha, Gildo, Roberto e Mestre João Grande. Na roda de capoeira de Mestre Pastinha, Mestre Gato fazia a bateria junto com Mestre João Pequeno, Moreno, Albertino e Valdomiro, de modo a ser consagrada contramestre de capoeira por Pastinha.
Se casou duas vezes, sendo sua última esposa conhecida como Dona Nicinha. Teve cinco filhos no total.
Em 1966, junto de Mestre Pastinha, João Grande, Gildo, Roberto Satanás, Camafeu de Oxóssi, Olga de Alaketu e outros, Gato integrou a comissão da delegação brasileira no I Festival de Artes Negras, em Dakar (Senegal), tornando-se então um embaixador itinerante da Capoeira, visitando muitos países e transmitido seus conhecimentos.
Recebeu o título de Berimbau de Ouro da Bahia no Teatro Castro, concorrendo com Mestre Canjiquinha e Mestre Vermelho 27, sendo então considerado um dos melhores tocadores de berimbau.
No início da década de 1980, Mestre Gato vai para o estado de São Paulo, ficando até o ano de 1984. Assim, ele conheceu tanto a capital paulista quanto o interior, em especial a região de Caraguatatuba, litoral norte, e o Vale do Paraíba, sendo que durante três meses ele ministrou cursos de capoeira, maculelê, dança afro e toques na região. Mensalmente, ele ia para Caraguatatuba nesta época ensinar os seus conhecimentos a seus discípulos como: puxada de rede, maculelê, samba de roda, formação de bateria e ritmo, chamadas, toques de berimbau e confecções de instrumentos. Nesta mesma cidade, em dezembro de 1986, consagrou Zé Baiano como Mestre de capoeira, o qual recebeu o título de Mérito Cultural pelo município em 2017.
Mestre Gato Preto criou academias de capoeira na Barra e no Calabar, além de ter como alunos como os mestres Sinésio (seu filho), Mário Bom Cabrito, Boa Gente, entre outros, influenciando ainda a capoeira angola de São Paulo através dos mestres Plínio e Marrom.